# Dorysthenes walkeri
Dorysthenes walkeri is een keversoort uit de familie boktorren (Cerambycidae). De wetenschappelijke naam van de soort is voor het eerst geldig gepubliceerd in 1840 door G.R.Waterhouse.